# Arkadiusz Rybicki

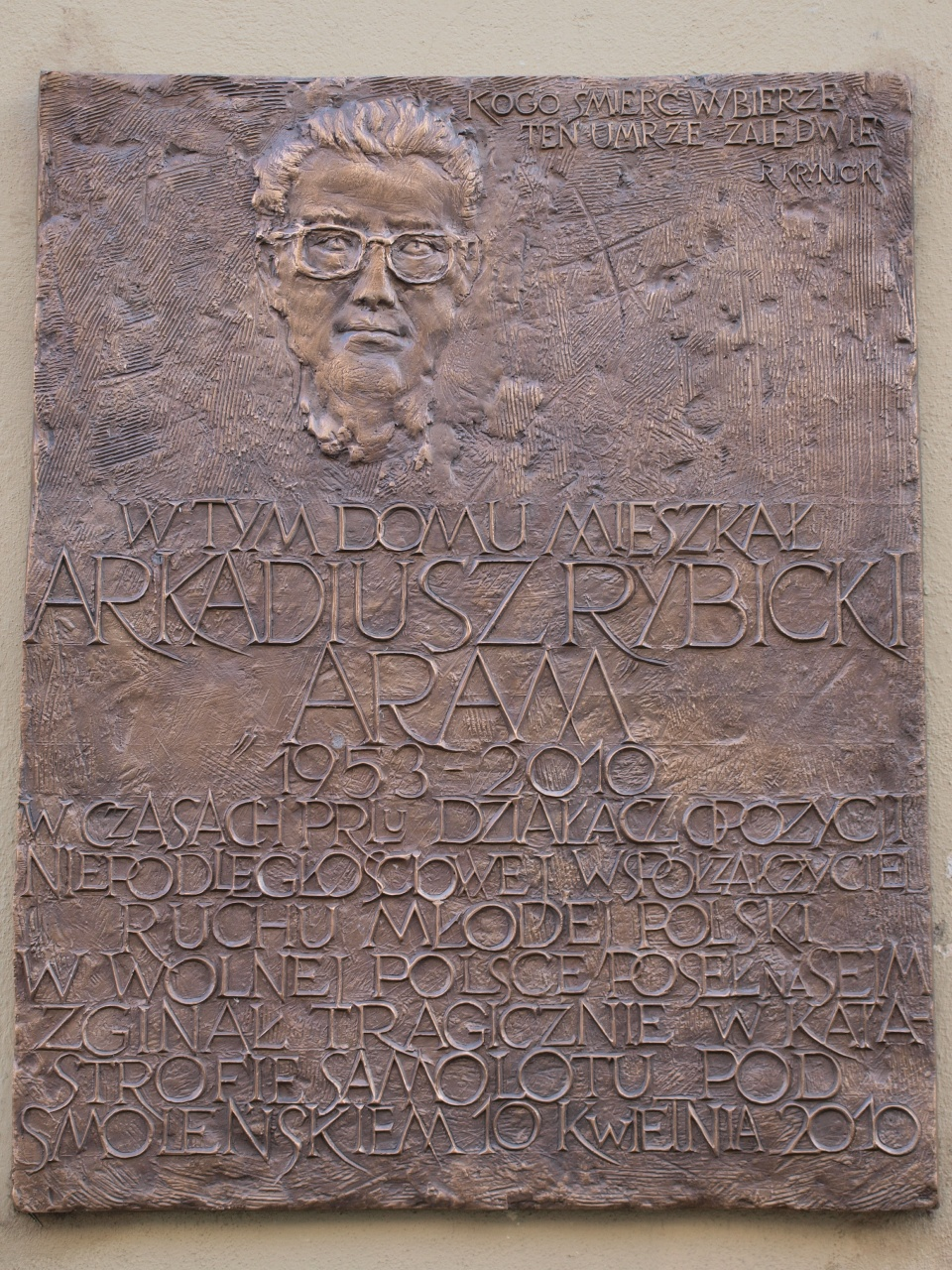
Tablica pamiątkowa na ścianie domu, w którym mieszkał Arkadiusz Rybicki

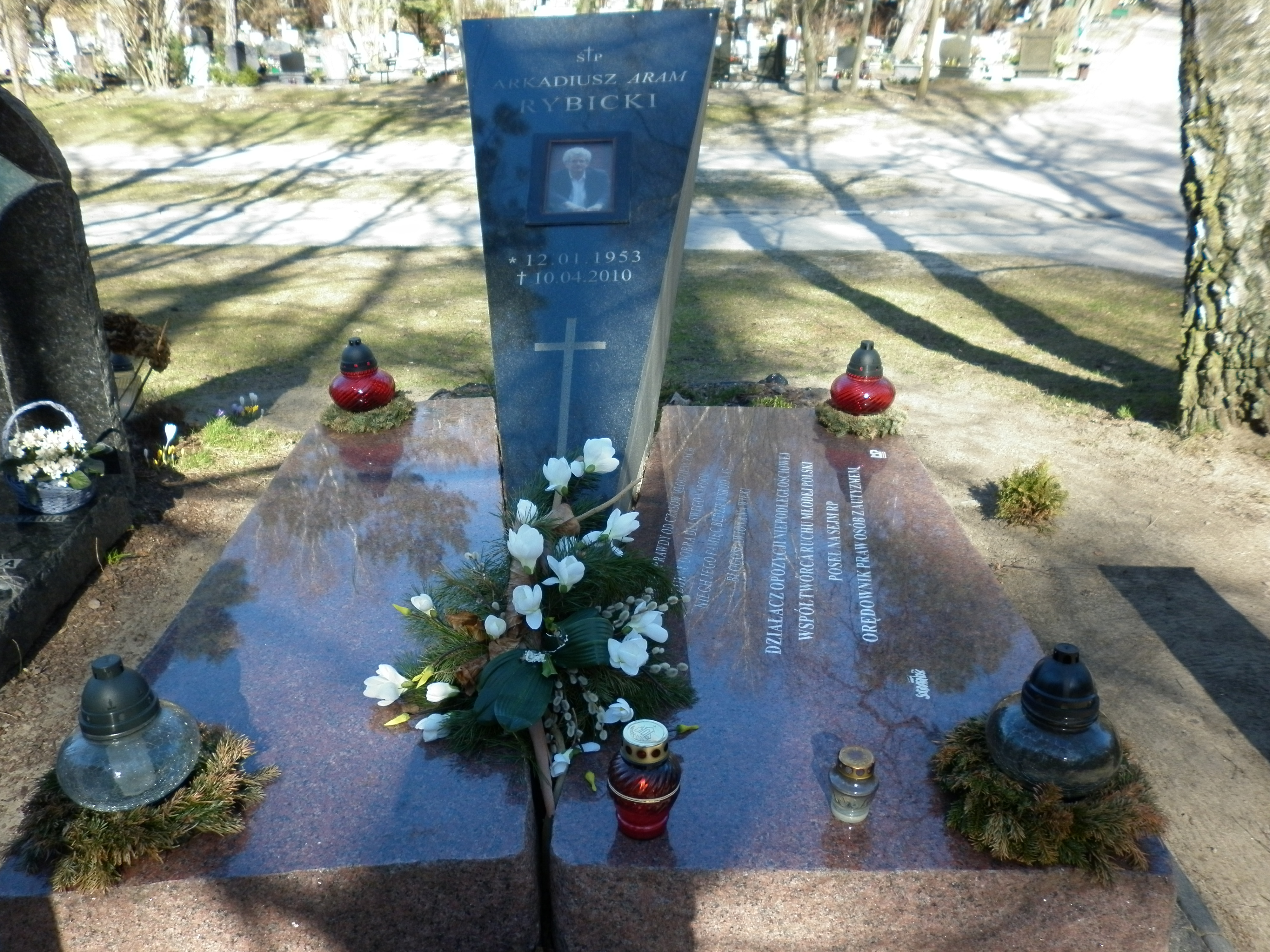
Grób Arkadiusza Rybickiego na Cmentarzu Srebrzysko

Arkadiusz Czesław Rybicki (ur. 12 stycznia 1953 w Gdyni, zm. 10 kwietnia 2010 w Smoleńsku) – polski polityk, działacz społeczny i samorządowy, poseł na Sejm V i VI kadencji.

## Życiorys
Ukończył I Liceum Ogólnokształcące im. Mikołaja Kopernika w Gdańsku. W 1978 ukończył historię na Uniwersytecie Gdańskim. W drugiej połowie lat 70. związał się ze środowiskiem opozycyjnym na Wybrzeżu. Od 1976 współpracował z KOR, a w 1977 był wśród założycieli Studenckiego Komitetu Solidarności w Gdańsku. W latach 1977–1979 działał w ROPCiO, będąc drukarzem pomorskiej edycji pisma „Opinia”. W okresie 1978–1980 zatrudniony był przez ks. Hilarego Jastaka jako archiwista w Parafii Najświętszego Serca Pana Jezusa w Gdyni, a potem przy kościele św. Krzyża w Gdańsku (jest autorem monografii tych parafii). Od 1979 działał w Ruchu Młodej Polski, redagował wydawane w drugim obiegu czasopismo „Bratniak”. Współpracował także z WZZ oraz z KPN. W sierpniu 1980 pomagał strajkującym robotnikom Wybrzeża. Wspólnie z Maciejem Grzywaczewskim (późniejszym dyrektorem Programu I TVP) spisał na tablicy 21 postulatów Międzyzakładowego Komitetu Strajkowego (zdarzenie to było tematem jednej z etiud filmu Solidarność, Solidarność... z 2005). W 2003 tablica z postulatami została przez UNESCO wpisana na listę światowego dziedzictwa kulturalnego „Pamięć Świata”.
Po sierpniu 1980 zaangażował się w działalność NSZZ „Solidarność”, w 1981 kierował agencją prasową Biura Informacji Prasowej Krajowej Komisji Porozumiewawczej NSZZ „Solidarność”. W czasie stanu wojennego był internowany w Strzebielinku. W latach 1983–1988 blisko współpracował z Lechem Wałęsą. W okresie 1984–1990 pracował także kolejno w Bibliotece Gdańskiej PAN, w redakcji „Przeglądu Katolickiego” oraz w Spółdzielni Pracy Usług Wysokościowych „Świetlik” („Gdańsk”).
W latach 1990–1991 pracował jako szef Zespołu Obsługi Politycznej Prezydenta RP w Kancelarii Prezydenta RP Lecha Wałęsy. Odszedł z pracy w Kancelarii po konflikcie z Mieczysławem Wachowskim. Następnie prowadził własną działalność gospodarczą, a potem był dyrektorem kreatywnym w Agencji Filmowej Profilm. W tym okresie był m.in. producentem programu Lalamido. Od 1999 do 2001 był podsekretarzem stanu w Ministerstwie Kultury i Dziedzictwa Narodowego odpowiedzialnym m.in. za współpracę z zagranicą i integrację europejską. Od 2003 do 2004 był dyrektorem Nadbałtyckiego Centrum Kultury, a w latach 2002–2005 dyrektorem departamentu kultury w Urzędu Marszałkowskiego Województwa Pomorskiego. W latach 1998–2005 zasiadał w radzie miasta Gdańska, w 1998 został wybrany z listy Akcji Wyborczej Solidarność, a w 2002 z ramienia Platformy Obywatelskiej.
W 1991 był współzałożycielem Koalicji Republikańskiej. Z jej listy bezskutecznie kandydował do Sejmu w wyborach w 1991. W latach 1992–1996 był wiceprzewodniczącym Partii Konserwatywnej, a od 1996 do 2001 należał do Stronnictwa Konserwatywno-Ludowego. Od 2001 działał w Platformie Obywatelskiej, był m.in. przewodniczącym PO w Gdańsku. Bez powodzenia kandydował do Sejmu z jej listy w wyborach parlamentarnych w 2001. W wyborach w 2005 został wybrany na posła na Sejm V kadencji z okręgu gdańskiego. W 2007 po raz drugi uzyskał mandat poselski, otrzymując 13 968 głosów.
Był autorem publikacji z zakresu historii, polityki i kultury oraz scenariuszy filmów dokumentalnych.
Zginął 10 kwietnia 2010 w katastrofie polskiego samolotu Tu-154M w Smoleńsku w drodze na obchody 70. rocznicy zbrodni katyńskiej. Uroczystości pogrzebowe Arkadiusza Rybickiego odbyły się 26 kwietnia 2010 w gdańskim kościele św. Mikołaja. Polityk został pochowany na cmentarzu Srebrzysko w Gdańsku (rejon IV, taras I-1a-42). W nocy z 14 na 15 maja 2018 jego ciało zostało ekshumowane w związku z prowadzonym w Prokuraturze Krajowej śledztwem (pomimo sprzeciwu rodziny zmarłego). W dniu ekshumacji na cmentarzu odbył się protest, na którym zgromadziło się kilkaset osób. Arkadiusz Rybicki został ponownie pochowany na tym samym cmentarzu 9 czerwca 2018.

## Odznaczenia, wyróżnienia i upamiętnienie
W 1999 otrzymał odznakę „Zasłużony Działacz Kultury”. W 2001 wyróżniony został przyznanym przez prezydenta Francji Jacques’a Chiraca Orderem Narodowym Zasługi. W 2005 otrzymał Medal 25-lecia „Solidarności”.
16 kwietnia 2010 na wniosek Kapituły Orderu Odrodzenia Polski, za wybitne zasługi w służbie państwu i społeczeństwu, postanowieniem marszałka Sejmu Bronisława Komorowskiego wykonującego obowiązki prezydenta RP został pośmiertnie odznaczony Krzyżem Wielkim Orderu Odrodzenia Polski. W 2010 został również pośmiertnie odznaczony Złotym Medalem „Zasłużony Kulturze Gloria Artis”. W 2015 został przez prezydenta Andrzeja Dudę pośmiertnie odznaczony Krzyżem Wolności i Solidarności.
Również w 2010 rada miejska Sopotu nazwała jego imieniem skwer leżący w pobliżu siedziby urzędu miasta. W 2011 na fasadzie budynku przy ul. Sienkiewicza 10 w Gdańsku-Wrzeszczu odsłonięto poświęconą mu tablicę pamiątkową, a w 2014 pierwszemu z najnowocześniejszych gdańskich tramwajów Pesa Jazz Duo nadano imię „Aram Rybicki”. W 2014 powstał poświęcony jego osobie film dokumentalny pt. Aram autorstwa Krzysztofa Talczewskiego. W 2015 jego imieniem została nazwana Pozytywna Szkoła Podstawowa w Gdańsku.

## Życie prywatne
Był synem Stefana i Marii Rybickich, bratem Mirosława Rybickiego, Sławomira Rybickiego i Bożeny Rybickiej, a także szwagrem Macieja Grzywaczewskiego.
Jego żoną była od 1976 Małgorzata Rybicka. Miał z nią dwoje dzieci: Magdalenę i Antoniego.